# Faugères, Hérault
Faugères là một xã trong vùng Occitanie, thuộc tỉnh Hérault, quận Béziers, tổng Bédarieux. Tọa độ địa lý của xã là 43° 33' vĩ độ bắc, 03° 11' kinh độ đông. Faugères nằm trên độ cao trung bình là 250 mét trên mực nước biển, có điểm thấp nhất là 170 mét và điểm cao nhất là 544 mét. Xã có diện tích 26,06 km², dân số vào thời điểm 1999 là 438 người; mật độ dân số là 16 người/km².

## Thông tin nhân khẩu
| 1962 | 1968 | 1975 | 1982 | 1990 | 1999 |
| ---- | ---- | ---- | ---- | ---- | ---- |
| 322  | 380  | 359  | 366  | 360  | 438  |

## Địa điểm tham quan
- Lâu đài Faugères (Château de Faugères) với 2 tháp từ thế kỉ thứ 13 stammen.